# Nishikigoi
Koi (鯉), mais especificamente Nishikigoi (錦鯉, "carpa brocada"), são carpas ornamentais, coloridas ou estampadas, que surgiram por mutação genética espontânea das carpas comuns (carpas cinza) na região de Niigata (no Japão) e que no período de 1804 e 1829 foram multiplicadas pelos piscicultores da região que aperfeiçoaram suas características chegando a obter três tipos híbridos: o Higoi (carpa vermelha), o Asagui (carpa azul e vermelha) e o Bekko (branca e preta).

## Origem dosnishikigois
A carpa colorida ocorreu no Japão entre as carpas comuns que foram introduzidas na província de Niigata, que dera início ao seu cultivo para criação e consumo no ano de 781. O inverno rigoroso daquela região fez com que o povo de Ojiya mantivesse um viveiro de carpas sob o teto de suas casas como uma garantia de sobrevivência naquele clima. Isso fez com que a mutação genética dos kois não passasse despercebida e juntos o povo (lavradores e comerciantes) perpetuou a mutação através do manejo da hibridação destes mutantes. A mutação é espontânea, mas seu primeiro registro histórico coincide com a história do sucesso do manejo e perpetuação das carpas coloridas com fins ornamentais.
Em 1830 havia o Higoi, o Asagui e o Bekko.
Em 1911 havia seis variedades.
Em 1914, a província de Niigata promoveu uma exposição desses peixes que propagou o nishikigoi nacionalmente.
Em 1983 havia 13 variedades reconhecidas oficialmente.
Com exceção da Antártida, todos os outros continentes praticam piscicultura de carpas. As carpas ornamentais, embora não tenham estabilidade genética, se tornaram mais conhecidas que as carpas comuns, fazendo parte do universo da aquariofilia.

## Variedades denishikigois

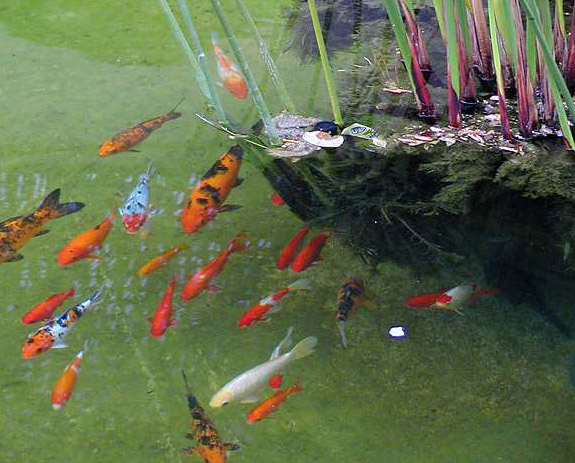
Carpas diversas.

Assim como entre as carpas comuns (cyprinus carpio), distingue-se três subespécies segundo o padrão de suas escamas:
cyprinus carpio communis (carpa escamosa);
cyprinus carpio specularis (carpa espelho);
cyprinus carpio coiaceus (carpa couro).
Em 1983 havia 13 variedades definidas oficialmente:
Kōhaku - um koi com padrões vermelhos sobre base branca
Sanke - um koi com padrões vermelhos e pretos sobre base branca
Showa - um koi com padrões vermelhos e brancos sobre base preta
Utsurimono - um koi com padrões vermelhos, brancos ou amarelos sobre base preta
Bekko - um koi com padrões pretos sobre base branca, vermelha ou amarela
Asagui/Shusui - um koi com dorso azul e abdômen vermelho, sendo o Shusui, um Asagui doitsu (alemão).
Koromo - um koi originado do cruzamento com um Asagui, apresenta segmentos de escamas azuis
Kawarimono - um koi tipo miscelânea. Carpas pretas, amarelas, cor de chá e verdes
Ogon - um koi com uma única cor sólida, normal ou metálica, nas cores vermelha, laranja, platinada, amarela ou creme.
Hikarimoyomono - um koi com padrões coloridos sobre base metálica e um koi com 2 cores metálicas
Hikari-Utsurimono - um koi resultante do cruzamento do Ogon com Utsuri
Kinguinrin - um koi com escamas cintilantes. Literalmente, escamas douradas prateadas
Tantyo - qualquer koi com um único círculo vermelho em sua testa. Há o Tantyo Kohaku, Tantyo Sanke, Tantyo Showa e outros mais

## Criação denishikigois

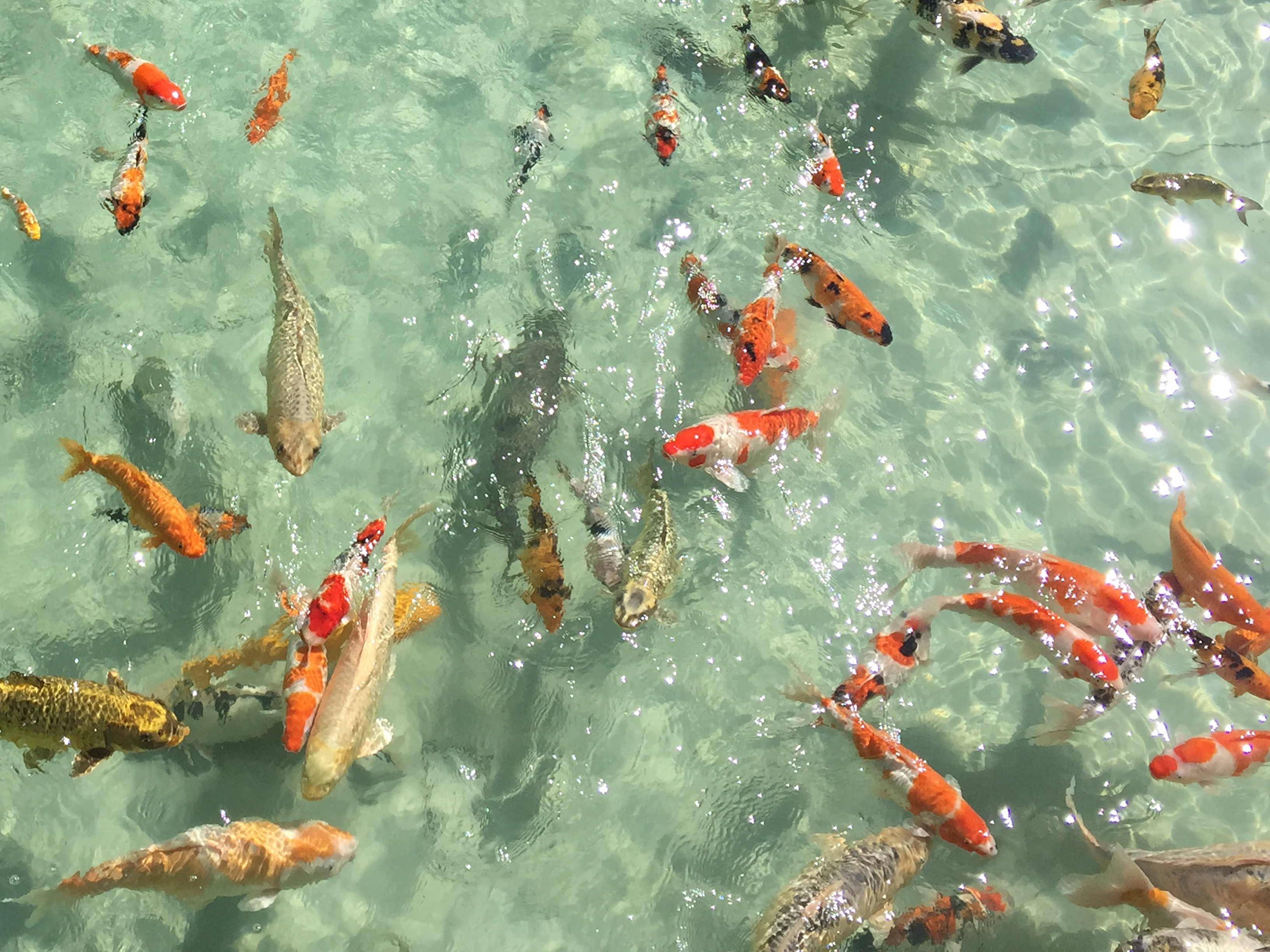
Grupo de carpas ornamentais

Algumas características dos nishikigois os tornam preferidos para habitar lagos de jardins:
resistência;
coloração;
porte;
sociabilidade.
As carpas com suas estampas coloridas e brilhantes são muito chamativas e atraentes, sendo possível visualizá-las mesmo em tanques de água levemente barrentas, daí sua popularidade em lagos de jardim públicos e privados de todo mundo.
O PH ideal para esses peixes é de 6,5 a 7,5, com temperatura em torno dos 20°C.
As carpas são onívoras.

## Nishikigoiscompedigree
A rigor, nishikigois são kois com pedigree. Um pedigree que vem da premiação ou participação em exposições ou catalogação ou figuração em publicações e revistas especializadas. A genética, no caso, não é muito favorável à sua definição, já que raramente surgem dois exemplares com características idênticas.
Nishikigois de estimação podem ser levados a participar de inúmeras exposições durante sua existência, já que as regras de exposição estabeleceram oito divisões por tamanho, começando pela divisão um que classifica kois de até 18 cm até a divisão oito que classifica kois com mais de 75 cm.

## Exposições
No Japão, os criadores de carpas se unem em torno do All Japan Nishikigoi Promotion Association (JNPA) para promover exposições, concursos e leilões de carpas. Por outro lado, os colecionadores particulares se associam em torno do Zen Nippon Airinkai que agenda exposições ao nível internacional.
No Brasil, a Associação Brasileira de Nishikigoi (ABN), fundada em 1978, reúne criadores, expositores e aquariofilistas e vem realizando exposições anuais desde 1980. Assim como no Japão, os aquariofilistas têm sua própria associação, o Brazilian Koi Club.